# Биљана Трифуновић Безидеја
Биљана Трифуновић, позната по надимку Безидеја, била је култна личност новог таласа у Југославији, модел и концептуална уметница.

## Биографија
Рођена је у Београду, а одрасла само са баком. По легенди надимак Безидеја је добила од уметника и музичара Влаје Јовановића који је фотографисао нагу за дуплерицу часописа Изглед. Фотограф Зоран Вујовић уредио је серију њених фотографија. Њена сестра од тетке је феминисткиња Јасмина Тешановић. Безидеја се појавила накратко у филму Пејзажи у магли. Била је у вези са Влајом Јовановићем, предводником и вокалом Козметике, а сарађивала је и са Гораном Бреговићем. Кратко је била у вези са Јуром Стублићем. Наводно је њој посвећена песма "Бели прах" групе Филм. Преминула је на Инфективној клиници у Београду, 1999. године у 39-ој години. Помиње се у књизи Исидоре Бјелице Ко је ко стварно у Србији, где је описана као муза многих уметника.